# Футуйма, Дуглас
Дуглас Футуйма (англ. Douglas Joel Futuyma; род. 24 апреля 1942) — американский биолог. Доктор философии, почётный профессор Университета штата Нью-Йорк, член Национальной академии наук США (2006).

## Биография
Получил степень бакалавра в Корнеллском университете, а затем в Мичиганском университете получил степени магистра и Ph.D в области биологии.
В настоящее время является почетным профессором экологии и эволюции Университета штата Нью-Йорк.
Автор широко используемого учебника Evolutionary Biology and Science on Trial: The Case for Evolution, являющегося введением в эволюционно-креационные дебаты. Кроме того он автор учебника для студентов Evolution. Соредактор The Princeton Guide to Evolution.
Является президентом Общества изучения эволюции (англ. Society for the Study of Evolution) и Американского общества натуралистов (англ. American Society of Naturalists), а также редактором журналов Evolution и Annual Review of Ecology, Evolution, and Systematics.
Лауреат награды имени Сьюела Райта Американского общества натуралистов (1997), Leidy Award (2012), а также программ Фулбрайта и Гуггенхайма.

## Основные труды
Книги
- Futuyma, D.J. 1979. Evolutionary Biology. 1st ed. Sinauer Associates, Sunderland, Massachusetts. ISBN 0-87893-199-6
- Futuyma, D.J. 1983. Science on Trial: the Case for Evolution. 1st ed. Pantheon Books, New York. ISBN 0-394-52371-7
- Futuyma, D.J. & M. Slatkin, eds. 1983. Coevolution. Sinauer Associates, Sunderland, Massachusetts. ISBN 0-87893-228-3
- Futuyma, D.J. 1986. Evolutionary Biology. 2nd ed. Sinauer Associates, Sunderland, Massachusetts. ISBN 0-87893-188-0
- Futuyma, D.J. 1995. Science on Trial: the Case for Evolution. 2nd ed. Sinauer Associates, Sunderland, Massachusetts. ISBN 0-87893-184-8
- Futuyma, D.J. 1998. Evolutionary Biology. 3rd ed. Sinauer Associates, Sunderland, Massachusetts. (dated 1998, published 1997) ISBN 0-87893-189-9
- Futuyma, D.J. 2005. Evolution. Sinauer Associates, Sunderland, Massachusetts. ISBN 0-87893-187-2
- Futuyma, D.J. 2009. Evolution. 2nd ed. Sinauer Associates, Sunderland, Massachusetts. ISBN 978-0-87893-223-8

Статьи
- 1984: with S. J. Risch «Sexual orientation, sociobiology, and evolution» (Journal of Homosexuality, 9, 157—168)
- 1987: «On the role of species in anagenesis» (Amer. Natur. 130: 465—473)
- 1996: with C. Mitter. «Insect-plant interactions: The evolution of component communities» (Philosophical Transactions of the Royal Society London B 351:1361-1366)
- 1995: «The uses of evolutionary biology» (Science 267: 41-42)
- 1995: with M.C. Keese and D.J. Funk. «Genetic constraints on macroevolution: The evolution of host affiliation in the leaf beetle genus Ophraella» (Evolution 49:797-809)
- 1992: with M. C. Keese. «Evolution and coevolution of plants and phytophagous arthropods» (in G.A. Rosenthal and M.R. Berenbaum (edd) Herbivores: Their Interactions with Secondary Plant Metabolites (2nd ed.) Academic Press, NY. pp 439–475)